# Cypriotisch voetbalkampioenschap 1939/40
In 1939/40 werd het 6e Cypriotische voetbalkampioenschap gespeeld. APOEL Nicosia won de competitie voor de vijfde keer.

## Stand
| Pos | Team                     | Wed | W | G | V | Ptn | DV | DT | +/− |
| --- | ------------------------ | --- | - | - | - | --- | -- | -- | --- |
| 1   | APOEL Nicosia (C)        | 10  | 7 | 2 | 1 | 16  | 30 | 10 | +20 |
| 2   | Pezoporikos Larnaca      | 10  | 7 | 0 | 3 | 14  | 37 | 21 | +16 |
| 3   | EPA Larnaca FC           | 10  | 4 | 3 | 3 | 11  | 24 | 22 | +2  |
| 4   | AEL Limassol             | 10  | 4 | 0 | 6 | 8   | 21 | 16 | +5  |
| 5   | Lefkoşa Türk Spor Kulübü | 9   | 3 | 1 | 5 | 7   | 15 | 27 | −12 |
| 6   | Olympiakos Nicosia       | 9   | 1 | 0 | 8 | 2   | 7  | 38 | −31 |

## Resultaten
| Thuis \ Uit   | AEL | APN | EPA | OLY  | POL | LTS |
| ------------- | --- | --- | --- | ---- | --- | --- |
| AEL           |     | 1–2 | 2–3 | 4–0  | 5–2 | 3–0 |
| APOEL Nicosia | 3–1 |     | 1–1 | 5–0  | 6–1 | 4–1 |
| EPA           | 3–2 | 1–1 |     | 3–2  | 2–4 | 3–3 |
| Olympiakos    | 2–1 | 1–4 | 1–4 |      | 0–3 | 0–2 |
| Pezoporikos   | 0–2 | 2–1 | 2–1 | 12–1 |     | 9–2 |
| LTSK          | 1–0 | 1–3 | 4–3 | –    | 1–2 |     |

## Kampioen
| 1939/1940                         |
| Cyprus                            |
| --------------------------------- |
| APOEL Nicosia Kampioen (5° titel) |

1934/35 · 1935/36 · 1936/37 · 1937/38 · 1938/39 · 1939/40 · 1940/41 · 1941/42 · 1942/43 · 1943/44 ·  1944/45 · 1945/46 · 1946/47 · 1947/48 · 1948/49 · 1949/50 · 1950/51 · 1951/52 · 1952/53 · 1953/54 · 1954/55 · 1955/56 · 1956/57 · 1957/58 · 1958/59 ·  1959/60 · 1960/61 · 1961/62 · 1962/63 · 1963/64 · 1964/65 · 1965/66 · 1966/67 · 1967/68 · 1968/69 · 1969/70 · 1970/71 · 1971/72 · 1972/73 · 1973/74 · 1974/75 · 1975/76 · 1976/77 · 1977/78 · 1978/79 · 1979/80 · 1980/81 · 1981/82 · 1982/83 · 1983/84 · 1984/85 · 1985/86 · 1986/87 · 1987/88 · 1988/89 · 1989/90 · 1990/91 · 1991/92 · 1992/93 · 1993/94 · 1994/95 · 1995/96 · 1996/97 · 1997/98 · 1998/99 · 1999/00 · 2000/01 · 2001/02 · 2002/03 · 2003/04 · 2004/05 · 2005/06 · 2006/07 · 2007/08 · 2008/09 · 2009/10 · 2010/11 · 2011/12 · 2012/13 · 2013/14 · 2014/15 · 2015/16 · 2016/17 · 2017/18 · 2018/19 · 2019/20 · 2020/21 · 2021/22